# Madelen Janogy
Madelen Fatimma Maria Janogy (Falköping, 12 de novembro de 1995) é uma futebolista sueca que atua como atacante. 
Atualmente joga pelo Hammarby IF, clube sediado na cidade de Estocolmo na Suécia. 
Integra a Seleção Sueca de Futebol Feminino desde 2019.

## Carreira
Janogy começou sua carreira no clube com o time da cidade natal Falköpings KIK no Elitettan da segunda divisão em 2010. Ela marcou seu primeiro gol sênior em 24 de agosto de 2011 em uma vitória por 3-0 sobre o Sils IF. Em 2014, Janogy mudou-se para o Mallbackens IF e conquistou o título do Elitettan em sua primeira temporada pelo clube. Janogy estreou na seleção principal da Suécia em 22 de janeiro de 2019, ao entrar como substituta aos 61 minutos, num empate sem gols com a África do Sul.
Integrou a  Seleção Sueca de Futebol Feminino na Copa do Mundo de Futebol Feminino de 2023, tendo a Suécia ficado em 3.º lugar, e conquistado a medalha de bronze.

## Clubes
Jogou por vários clubes: 
- Falköpings KIK (2014–2016)
- Mallbackens IF (2014–2016)
- Piteå IF (2017–2019)
- VfL Wolfsburg (2020)
- Piteå IF (2020)
- Hammarby IF (2021–)

## Títulos
Atualizado a 11 de novembro de 2023
Mallbackens IF
- Segunda Liga Feminina Sueca -  2014

Piteå IF
- Damallsvenskan -  2018

Hammarby IF DFF
- Damallsvenskan -  2023

Suécia
- Jogos Olímpicos: Futebol feminino -  2020
- Copa do Mundo de Futebol Feminino -  2023